# Zlatko Portner
Zlatko Portner (Ruma, 16 de janeiro de 1962 – Suíça, 23 de setembro de 2020) foi um handebolista sérvio, medalhista olímpico pela Seleção Iugoslava em 1988.
Atuou no RK Metaloplastika, com o qual conquistou duas vezes a Liga dos Campeões da EHF em 1985 e 1986. Também jogou no Barcelona quando ganhou outro título da competição europeia em 1991.
Fez parte do elenco medalha de bronze de Seul 1988. Em Olimpíadas jogou seis partidas anotando 31 gols.
Morreu em 23 de setembro de 2020 na Suíça.

## Títulos
- Jogos Olímpicos:
  - Bronze: 1988